# Lista över fornlämningar i Uppsala kommun (Skuttunge)
Lista över fornlämningar i Uppsala kommun (Skuttunge) är en förteckning av ett urval av de fornlämningar som finns i Skuttunge i Uppsala kommun.
| Namn                                | Lämningstyp                 | Tillkomsttid | Historisk indelning | Plats | Läge                 | ID-nr          | Bild                                      |
| ----------------------------------- | --------------------------- | ------------ | ------------------- | ----- | -------------------- | -------------- | ----------------------------------------- |
| Skuttunge 5:1                       | Hög                         |              | Skuttunge, Uppland  |       | 60.000053, 17.495199 | 10026700050001 | Ladda upp en bild av detta fornminne      |
| Skuttunge 5:2                       | Hög                         |              | Skuttunge, Uppland  |       | 59.999996, 17.495383 | 10026700050002 | Ladda upp en bild av detta fornminne      |
| Skuttunge 5:3                       | Hög                         |              | Skuttunge, Uppland  |       | 59.999960, 17.495582 | 10026700050003 | Ladda upp en bild av detta fornminne      |
| Skuttunge 6:1                       | Hög                         |              | Skuttunge, Uppland  |       | 60.002152, 17.496852 | 10026700060001 | Ladda upp en bild av detta fornminne      |
| Skuttunge 7:1                       | Hög                         |              | Skuttunge, Uppland  |       | 60.001659, 17.498905 | 10026700070001 | Ladda upp en bild av detta fornminne      |
| Skuttunge 7:2                       | Stensättning                |              | Skuttunge, Uppland  |       | 60.001603, 17.499107 | 10026700070002 | Ladda upp en bild av detta fornminne      |
| Skuttunge 8:1                       | Gravfält                    |              | Skuttunge, Uppland  |       | 60.001265, 17.498766 | 10026700080001 | Ladda upp en bild av detta fornminne      |
| Skuttunge 8:2                       | Stensättning                |              | Skuttunge, Uppland  |       | 60.000905, 17.499083 | 10026700080002 | Ladda upp en bild av detta fornminne      |
| Skuttunge 9:1                       | Hög                         |              | Skuttunge, Uppland  |       | 59.992281, 17.494386 | 10026700090001 | Ladda upp en bild av detta fornminne      |
| Skuttunge 9:2                       | Stensättning                |              | Skuttunge, Uppland  |       | 59.992308, 17.494570 | 10026700090002 | Ladda upp en bild av detta fornminne      |
| Mångkullarna (Skuttunge 15:1)       | Grav- och boplatsområde     |              | Skuttunge, Uppland  |       | 59.991457, 17.507593 | 10026700150001 | Ladda upp en bild av detta fornminne      |
| Mångkullarna (Skuttunge 15:2)       | Stensättning                |              | Skuttunge, Uppland  |       | 59.990953, 17.507229 | 10026700150002 | Ladda upp en bild av detta fornminne      |
| Skuttunge 18:1                      | Gravfält                    |              | Skuttunge, Uppland  |       | 59.987843, 17.517837 | 10026700180001 | Ladda upp en bild av detta fornminne      |
| Skuttunge 19:1                      | Hög                         |              | Skuttunge, Uppland  |       | 59.991821, 17.522577 | 10026700190001 | Ladda upp en bild av detta fornminne      |
| Skuttunge 20:1                      | Gravfält                    |              | Skuttunge, Uppland  |       | 59.991370, 17.525918 | 10026700200001 | Ladda upp en bild av detta fornminne      |
| Skuttunge 23:1                      | Grav- och boplatsområde     |              | Skuttunge, Uppland  |       | 59.987137, 17.528751 | 10026700230001 | Ladda upp en bild av detta fornminne      |
| Skuttunge 24:1                      | Stensättning                |              | Skuttunge, Uppland  |       | 59.988063, 17.527547 | 10026700240001 | Ladda upp en bild av detta fornminne      |
| Skuttunge 24:2                      | Stensättning                |              | Skuttunge, Uppland  |       | 59.987924, 17.527474 | 10026700240002 | Ladda upp en bild av detta fornminne      |
| Skuttunge 25:1                      | Hög                         |              | Skuttunge, Uppland  |       | 59.988529, 17.528283 | 10026700250001 | Ladda upp en bild av detta fornminne      |
| Krycklinge (Skuttunge 28:1)         | Gravfält                    |              | Skuttunge, Uppland  |       | 59.981184, 17.545415 | 10026700280001 | Ladda upp en bild av detta fornminne      |
| Skuttunge 29:1                      | Gravfält                    |              | Skuttunge, Uppland  |       | 59.984304, 17.540168 | 10026700290001 | Ladda upp en bild av detta fornminne      |
| Skuttunge 30:1                      | Gravfält                    |              | Skuttunge, Uppland  |       | 59.982222, 17.536314 | 10026700300001 | Ladda upp en bild av detta fornminne      |
| U 1111 (Skuttunge 31:1)             | Runristning                 |              | Skuttunge, Uppland  |       | 59.984097, 17.528359 | 10026700310001 | Ladda upp en till bild av detta fornminne |
| Spetsberget (Skuttunge 34:1)        | Hög                         |              | Skuttunge, Uppland  |       | 59.982588, 17.524644 | 10026700340001 | Ladda upp en bild av detta fornminne      |
| Skuttunge 41:1                      | Hög                         |              | Skuttunge, Uppland  |       | 59.986307, 17.515970 | 10026700410001 | Ladda upp en bild av detta fornminne      |
| Skuttunge 49:1                      | Gravfält                    |              | Skuttunge, Uppland  |       | 59.990887, 17.527690 | 10026700490001 | Ladda upp en bild av detta fornminne      |
| Skuttunge 50:1                      | Gravfält                    |              | Skuttunge, Uppland  |       | 60.000810, 17.515869 | 10026700500001 | Ladda upp en bild av detta fornminne      |
| Skuttunge 53:1                      | Gravfält                    |              | Skuttunge, Uppland  |       | 60.003794, 17.514098 | 10026700530001 | Ladda upp en bild av detta fornminne      |
| Skuttunge 57:1                      | Hög                         |              | Skuttunge, Uppland  |       | 60.008183, 17.509382 | 10026700570001 | Ladda upp en bild av detta fornminne      |
| Skuttunge 57:2                      | Stensättning                |              | Skuttunge, Uppland  |       | 60.008305, 17.509521 | 10026700570002 | Ladda upp en bild av detta fornminne      |
| Skuttunge 60:1                      | Hög                         |              | Skuttunge, Uppland  |       | 60.011175, 17.529475 | 10026700600001 | Ladda upp en bild av detta fornminne      |
| Skuttunge 61:1                      | Gravfält                    |              | Skuttunge, Uppland  |       | 60.011565, 17.535377 | 10026700610001 | Ladda upp en bild av detta fornminne      |
| U 1118 (Skuttunge 62:1)             | Runristning                 |              | Skuttunge, Uppland  |       | 60.011469, 17.532138 | 10026700620001 | Ladda upp en bild av detta fornminne      |
| Skuttunge 64:1                      | Gravfält                    |              | Skuttunge, Uppland  |       | 60.016570, 17.533892 | 10026700640001 | Ladda upp en bild av detta fornminne      |
| Skuttunge 65:1                      | Gravfält                    |              | Skuttunge, Uppland  |       | 60.014248, 17.530431 | 10026700650001 | Ladda upp en bild av detta fornminne      |
| Skuttunge 66:1                      | Hög                         |              | Skuttunge, Uppland  |       | 60.022179, 17.533712 | 10026700660001 | Ladda upp en bild av detta fornminne      |
| Skuttunge 66:2                      | Hög                         |              | Skuttunge, Uppland  |       | 60.022148, 17.533112 | 10026700660002 | Ladda upp en bild av detta fornminne      |
| Skuttunge 66:3                      | Stensättning                |              | Skuttunge, Uppland  |       | 60.021997, 17.532974 | 10026700660003 | Ladda upp en bild av detta fornminne      |
| Skuttunge 67:1                      | Hög                         |              | Skuttunge, Uppland  |       | 60.021394, 17.534940 | 10026700670001 | Ladda upp en bild av detta fornminne      |
| Skuttunge 67:2                      | Hög                         |              | Skuttunge, Uppland  |       | 60.021358, 17.535172 | 10026700670002 | Ladda upp en bild av detta fornminne      |
| Skuttunge 67:3                      | Stensättning                |              | Skuttunge, Uppland  |       | 60.021476, 17.535168 | 10026700670003 | Ladda upp en bild av detta fornminne      |
| Skuttunge 68:1                      | Hög                         |              | Skuttunge, Uppland  |       | 60.022168, 17.535648 | 10026700680001 | Ladda upp en bild av detta fornminne      |
| Skuttunge 69:1                      | Hög                         |              | Skuttunge, Uppland  |       | 60.023345, 17.534216 | 10026700690001 | Ladda upp en bild av detta fornminne      |
| Skuttunge 70:1                      | Grav markerad av sten/block |              | Skuttunge, Uppland  |       | 60.023983, 17.536215 | 10026700700001 | Ladda upp en bild av detta fornminne      |
| Skuttunge 71:1                      | Gravfält                    |              | Skuttunge, Uppland  |       | 60.002397, 17.531949 | 10026700710001 | Ladda upp en bild av detta fornminne      |
| Skuttunge 72:3                      | Hög                         |              | Skuttunge, Uppland  |       | 60.028653, 17.533878 | 10026700720003 | Ladda upp en bild av detta fornminne      |
| Skuttunge 72:4                      | Stensättning                |              | Skuttunge, Uppland  |       | 60.028789, 17.533845 | 10026700720004 | Ladda upp en bild av detta fornminne      |
| Skuttunge 73:1                      | Grav- och boplatsområde     |              | Skuttunge, Uppland  |       | 60.029058, 17.531579 | 10026700730001 | Ladda upp en bild av detta fornminne      |
| Skuttunge 74:1                      | Stensättning                |              | Skuttunge, Uppland  |       | 60.029640, 17.527422 | 10026700740001 | Ladda upp en bild av detta fornminne      |
| Skuttunge 74:2                      | Stensättning                |              | Skuttunge, Uppland  |       | 60.029634, 17.527741 | 10026700740002 | Ladda upp en bild av detta fornminne      |
| Skuttunge 75:1                      | Stensättning                |              | Skuttunge, Uppland  |       | 60.029885, 17.529518 | 10026700750001 | Ladda upp en bild av detta fornminne      |
| Skuttunge 75:2                      | Stensättning                |              | Skuttunge, Uppland  |       | 60.029948, 17.529767 | 10026700750002 | Ladda upp en bild av detta fornminne      |
| Skuttunge 77:1                      | Gravfält                    |              | Skuttunge, Uppland  |       | 60.029822, 17.533618 | 10026700770001 | Ladda upp en bild av detta fornminne      |
| Skuttunge 78:1                      | Hög                         |              | Skuttunge, Uppland  |       | 60.031689, 17.535631 | 10026700780001 | Ladda upp en bild av detta fornminne      |
| Skuttunge 79:1                      | Gravfält                    |              | Skuttunge, Uppland  |       | 60.033452, 17.534970 | 10026700790001 | Ladda upp en bild av detta fornminne      |
| Skuttunge 80:1                      | Hög                         |              | Skuttunge, Uppland  |       | 60.031611, 17.529697 | 10026700800001 | Ladda upp en bild av detta fornminne      |
| Skuttunge 81:1                      | Gravfält                    |              | Skuttunge, Uppland  |       | 60.032116, 17.532656 | 10026700810001 | Ladda upp en bild av detta fornminne      |
| Skuttunge 83:1                      | Gravfält                    |              | Skuttunge, Uppland  |       | 60.034651, 17.529886 | 10026700830001 | Ladda upp en bild av detta fornminne      |
| U 1117 (Skuttunge 84:1)             | Runristning                 |              | Skuttunge, Uppland  |       | 60.035355, 17.528303 | 10026700840001 | Ladda upp en bild av detta fornminne      |
| Skuttunge 85:1                      | Gravfält                    |              | Skuttunge, Uppland  |       | 60.037840, 17.530843 | 10026700850001 | Ladda upp en bild av detta fornminne      |
| Skuttunge 86:1                      | Hög                         |              | Skuttunge, Uppland  |       | 60.038282, 17.532629 | 10026700860001 | Ladda upp en bild av detta fornminne      |
| Skuttunge 87:1                      | Grav- och boplatsområde     |              | Skuttunge, Uppland  |       | 60.037307, 17.533031 | 10026700870001 | Ladda upp en bild av detta fornminne      |
| Skuttunge 88:4                      | Stensättning                |              | Skuttunge, Uppland  |       | 60.036757, 17.533052 | 10026700880004 | Ladda upp en bild av detta fornminne      |
| Asphagen (Skuttunge 89:1)           | Gravfält                    |              | Skuttunge, Uppland  |       | 60.036207, 17.528869 | 10026700890001 | Ladda upp en bild av detta fornminne      |
| Skuttunge 90:2                      | Stensättning                |              | Skuttunge, Uppland  |       | 60.032911, 17.526739 | 10026700900002 | Ladda upp en bild av detta fornminne      |
| Skuttunge 91:2                      | Stensättning                |              | Skuttunge, Uppland  |       | 60.030839, 17.525826 | 10026700910002 | Ladda upp en bild av detta fornminne      |
| Skuttunge 92:1                      | Röse                        |              | Skuttunge, Uppland  |       | 60.032518, 17.525216 | 10026700920001 | Ladda upp en bild av detta fornminne      |
| Skuttunge 92:2                      | Stensättning                |              | Skuttunge, Uppland  |       | 60.032590, 17.525439 | 10026700920002 | Ladda upp en bild av detta fornminne      |
| Skuttunge 94:1                      | Hög                         |              | Skuttunge, Uppland  |       | 60.037544, 17.524545 | 10026700940001 | Ladda upp en bild av detta fornminne      |
| Skuttunge 94:2                      | Hög                         |              | Skuttunge, Uppland  |       | 60.037571, 17.524812 | 10026700940002 | Ladda upp en bild av detta fornminne      |
| Skuttunge 94:3                      | Stensättning                |              | Skuttunge, Uppland  |       | 60.037746, 17.524466 | 10026700940003 | Ladda upp en bild av detta fornminne      |
| Skuttunge 95:1                      | Gravfält                    |              | Skuttunge, Uppland  |       | 60.044340, 17.524616 | 10026700950001 | Ladda upp en bild av detta fornminne      |
| Skuttunge 96:1                      | Stensättning                |              | Skuttunge, Uppland  |       | 60.044753, 17.522468 | 10026700960001 | Ladda upp en bild av detta fornminne      |
| Skuttunge 96:2                      | Stensättning                |              | Skuttunge, Uppland  |       | 60.044435, 17.521757 | 10026700960002 | Ladda upp en bild av detta fornminne      |
| Skuttunge 97:1                      | Gravfält                    |              | Skuttunge, Uppland  |       | 60.045083, 17.520939 | 10026700970001 | Ladda upp en bild av detta fornminne      |
| Skuttunge 98:1                      | Hög                         |              | Skuttunge, Uppland  |       | 60.044017, 17.518842 | 10026700980001 | Ladda upp en bild av detta fornminne      |
| Ösbys bygravfält (Skuttunge 99:1)   | Gravfält                    |              | Skuttunge, Uppland  |       | 60.040148, 17.520720 | 10026700990001 | Ladda upp en bild av detta fornminne      |
| Skuttunge 100:1                     | Gravfält                    |              | Skuttunge, Uppland  |       | 60.041368, 17.519805 | 10026701000001 | Ladda upp en bild av detta fornminne      |
| Skuttunge 101:1                     | Hög                         |              | Skuttunge, Uppland  |       | 60.040296, 17.512752 | 10026701010001 | Ladda upp en bild av detta fornminne      |
| Skuttunge 101:2                     | Stensättning                |              | Skuttunge, Uppland  |       | 60.040318, 17.512430 | 10026701010002 | Ladda upp en bild av detta fornminne      |
| Skuttunge 102:1                     | Hög                         |              | Skuttunge, Uppland  |       | 60.043994, 17.513865 | 10026701020001 | Ladda upp en bild av detta fornminne      |
| Storåkersbackarna (Skuttunge 103:1) | Gravfält                    |              | Skuttunge, Uppland  |       | 60.042791, 17.515652 | 10026701030001 | Ladda upp en bild av detta fornminne      |
| Skuttunge 105:1                     | Gravfält                    |              | Skuttunge, Uppland  |       | 59.983226, 17.575203 | 10026701050001 | Ladda upp en bild av detta fornminne      |
| U 1113 (Skuttunge 106:1)            | Runristning                 |              | Skuttunge, Uppland  |       | 60.023998, 17.539396 | 10026701060001 | Ladda upp en bild av detta fornminne      |
| Skuttunge 107:1                     | Gravfält                    |              | Skuttunge, Uppland  |       | 60.023552, 17.539284 | 10026701070001 | Ladda upp en bild av detta fornminne      |
| Skuttunge 108:1                     | Gravfält                    |              | Skuttunge, Uppland  |       | 60.005740, 17.506185 | 10026701080001 | Ladda upp en bild av detta fornminne      |
| Skuttunge 110:1                     | Grav- och boplatsområde     |              | Skuttunge, Uppland  |       | 59.976661, 17.525786 | 10026701100001 | Ladda upp en bild av detta fornminne      |
| Skuttunge 113:1                     | Gravfält                    |              | Skuttunge, Uppland  |       | 59.974957, 17.532804 | 10026701130001 | Ladda upp en bild av detta fornminne      |
| Skuttunge 116:1                     | Stensättning                |              | Skuttunge, Uppland  |       | 59.974050, 17.527496 | 10026701160001 | Ladda upp en bild av detta fornminne      |
| Skuttunge 118:1                     | Grav- och boplatsområde     |              | Skuttunge, Uppland  |       | 60.035577, 17.491635 | 10026701180001 | Ladda upp en bild av detta fornminne      |
| Skuttunge 120:1                     | Gravfält                    |              | Skuttunge, Uppland  |       | 60.032739, 17.483414 | 10026701200001 | Ladda upp en bild av detta fornminne      |
| Skuttunge 121:1                     | Gravfält                    |              | Skuttunge, Uppland  |       | 60.030903, 17.468174 | 10026701210001 | Ladda upp en bild av detta fornminne      |
| Skuttunge 123:1                     | Gravfält                    |              | Skuttunge, Uppland  |       | 59.980018, 17.546736 | 10026701230001 | Ladda upp en bild av detta fornminne      |
| Skuttunge 128:1                     | Stensättning                |              | Skuttunge, Uppland  |       | 59.969320, 17.544293 | 10026701280001 | Ladda upp en bild av detta fornminne      |
| Skuttunge 133:1                     | Gravfält                    |              | Skuttunge, Uppland  |       | 60.013139, 17.427232 | 10026701330001 | Ladda upp en bild av detta fornminne      |
| U 1110 (Skuttunge 133:2)            | Runristning                 |              | Skuttunge, Uppland  |       | 60.013189, 17.427219 | 10026701330002 | Ladda upp en till bild av detta fornminne |
| Skuttunge 143:1                     | Stensättning                |              | Skuttunge, Uppland  |       | 60.006679, 17.500885 | 10026701430001 | Ladda upp en bild av detta fornminne      |
| Skuttunge 144:1                     | Stensättning                |              | Skuttunge, Uppland  |       | 60.005298, 17.506501 | 10026701440001 | Ladda upp en bild av detta fornminne      |
| Skuttunge 146:1                     | Gravfält                    |              | Skuttunge, Uppland  |       | 60.041991, 17.516536 | 10026701460001 | Ladda upp en bild av detta fornminne      |
| Skuttunge 147:1                     | Stensättning                |              | Skuttunge, Uppland  |       | 60.037871, 17.531672 | 10026701470001 | Ladda upp en bild av detta fornminne      |
| Skuttunge 147:2                     | Stensättning                |              | Skuttunge, Uppland  |       | 60.037852, 17.532307 | 10026701470002 | Ladda upp en bild av detta fornminne      |
| Skuttunge 147:3                     | Stensättning                |              | Skuttunge, Uppland  |       | 60.037921, 17.532463 | 10026701470003 | Ladda upp en bild av detta fornminne      |
| Asphagen (Skuttunge 148:1)          | Gravfält                    |              | Skuttunge, Uppland  |       | 60.036003, 17.530713 | 10026701480001 | Ladda upp en bild av detta fornminne      |
| Skuttunge 149:1                     | Hög                         |              | Skuttunge, Uppland  |       | 60.015173, 17.532355 | 10026701490001 | Ladda upp en bild av detta fornminne      |
| Skuttunge 150:1                     | Hög                         |              | Skuttunge, Uppland  |       | 59.990641, 17.497809 | 10026701500001 | Ladda upp en bild av detta fornminne      |
| Skuttunge 152:1                     | Hög                         |              | Skuttunge, Uppland  |       | 59.999402, 17.513866 | 10026701520001 | Ladda upp en bild av detta fornminne      |
| Skuttunge 152:2                     | Stensättning                |              | Skuttunge, Uppland  |       | 59.999407, 17.514106 | 10026701520002 | Ladda upp en bild av detta fornminne      |
| Skuttunge 152:3                     | Hög                         |              | Skuttunge, Uppland  |       | 59.999157, 17.514346 | 10026701520003 | Ladda upp en bild av detta fornminne      |
| Skuttunge 155:1                     | Stensättning                |              | Skuttunge, Uppland  |       | 60.000440, 17.514334 | 10026701550001 | Ladda upp en bild av detta fornminne      |
| Skuttunge 155:2                     | Hög                         |              | Skuttunge, Uppland  |       | 60.000261, 17.513835 | 10026701550002 | Ladda upp en bild av detta fornminne      |
| Skuttunge 155:3                     | Hög                         |              | Skuttunge, Uppland  |       | 60.000124, 17.514482 | 10026701550003 | Ladda upp en bild av detta fornminne      |
| Skuttunge 155:5                     | Stensättning                |              | Skuttunge, Uppland  |       | 60.000173, 17.513308 | 10026701550005 | Ladda upp en bild av detta fornminne      |
| Skuttunge 155:6                     | Stensättning                |              | Skuttunge, Uppland  |       | 60.000271, 17.513061 | 10026701550006 | Ladda upp en bild av detta fornminne      |
| Skuttunge 155:7                     | Stensättning                |              | Skuttunge, Uppland  |       | 59.999977, 17.513658 | 10026701550007 | Ladda upp en bild av detta fornminne      |
| Skuttunge 191:1                     | Stensättning                |              | Skuttunge, Uppland  |       | 59.993638, 17.487849 | 10026701910001 | Ladda upp en bild av detta fornminne      |
| Skuttunge 197:1                     | Gravfält                    |              | Skuttunge, Uppland  |       | 59.996273, 17.485281 | 10026701970001 | Ladda upp en bild av detta fornminne      |
| Skuttunge 202:1                     | Stensättning                |              | Skuttunge, Uppland  |       | 60.004814, 17.461048 | 10026702020001 | Ladda upp en bild av detta fornminne      |
| Skuttunge 202:2                     | Stensättning                |              | Skuttunge, Uppland  |       | 60.004725, 17.460799 | 10026702020002 | Ladda upp en bild av detta fornminne      |
| Södra Ransta (Skuttunge 207:1)      | Lägenhetsbebyggelse         |              | Skuttunge, Uppland  |       | 60.091187, 17.318631 | 10026702070001 | Ladda upp en bild av detta fornminne      |
| Skuttunge 231:1                     | Hög                         |              | Skuttunge, Uppland  |       | 60.022656, 17.531384 | 10026702310001 | Ladda upp en bild av detta fornminne      |
| Skuttunge 231:2                     | Stensättning                |              | Skuttunge, Uppland  |       | 60.022517, 17.531053 | 10026702310002 | Ladda upp en bild av detta fornminne      |
| Asphagen (Skuttunge 234:1)          | Gravfält                    |              | Skuttunge, Uppland  |       | 60.036747, 17.530968 | 10026702340001 | Ladda upp en bild av detta fornminne      |
| Skuttunge 236:1                     | Stensättning                |              | Skuttunge, Uppland  |       | 60.037257, 17.514749 | 10026702360001 | Ladda upp en bild av detta fornminne      |
| Skuttunge 239:1                     | Stensättning                |              | Skuttunge, Uppland  |       | 60.038723, 17.523345 | 10026702390001 | Ladda upp en bild av detta fornminne      |
| Skuttunge 243:1                     | Stensättning                |              | Skuttunge, Uppland  |       | 59.998447, 17.507766 | 10026702430001 | Ladda upp en bild av detta fornminne      |
| Skuttunge 243:2                     | Stensättning                |              | Skuttunge, Uppland  |       | 59.998134, 17.507365 | 10026702430002 | Ladda upp en bild av detta fornminne      |
| Skuttunge 243:3                     | Stensättning                |              | Skuttunge, Uppland  |       | 59.998066, 17.507190 | 10026702430003 | Ladda upp en bild av detta fornminne      |
| Skuttunge 244:1                     | Gravfält                    |              | Skuttunge, Uppland  |       | 59.998231, 17.509712 | 10026702440001 | Ladda upp en bild av detta fornminne      |
| Skuttunge 262:1                     | Stensättning                |              | Skuttunge, Uppland  |       | 59.986010, 17.508325 | 10026702620001 | Ladda upp en bild av detta fornminne      |
| Skuttunge 265:1                     | Stensättning                |              | Skuttunge, Uppland  |       | 59.974999, 17.520406 | 10026702650001 | Ladda upp en bild av detta fornminne      |
| Skuttunge 266:1                     | Stensättning                |              | Skuttunge, Uppland  |       | 59.976033, 17.526527 | 10026702660001 | Ladda upp en bild av detta fornminne      |
| Skuttunge 266:2                     | Stensättning                |              | Skuttunge, Uppland  |       | 59.976032, 17.526297 | 10026702660002 | Ladda upp en bild av detta fornminne      |
| Skuttunge 271:1                     | Stensättning                |              | Skuttunge, Uppland  |       | 59.971359, 17.535372 | 10026702710001 | Ladda upp en bild av detta fornminne      |
| Källberget (Skuttunge 272:1)        | Fornborg                    |              | Skuttunge, Uppland  |       | 59.971778, 17.541039 | 10026702720001 | Ladda upp en bild av detta fornminne      |
| Skuttunge 273:1                     | Stensättning                |              | Skuttunge, Uppland  |       | 59.968498, 17.526717 | 10026702730001 | Ladda upp en bild av detta fornminne      |
| Skuttunge 296:1                     | Gravfält                    |              | Skuttunge, Uppland  |       | 60.016771, 17.417082 | 10026702960001 | Ladda upp en bild av detta fornminne      |
| Skuttunge 320:1                     | Röse                        |              | Skuttunge, Uppland  |       | 60.001837, 17.433189 | 10026703200001 | Ladda upp en bild av detta fornminne      |
| Skuttunge 320:2                     | Gravhägnad                  |              | Skuttunge, Uppland  |       | 60.001837, 17.433189 | 10026703200002 | Ladda upp en bild av detta fornminne      |
| U 1121 (Skuttunge 321)              | Runristning                 |              | Skuttunge, Uppland  |       | 60.011493, 17.532250 | 12000000053571 | Ladda upp en bild av detta fornminne      |